# Cremación

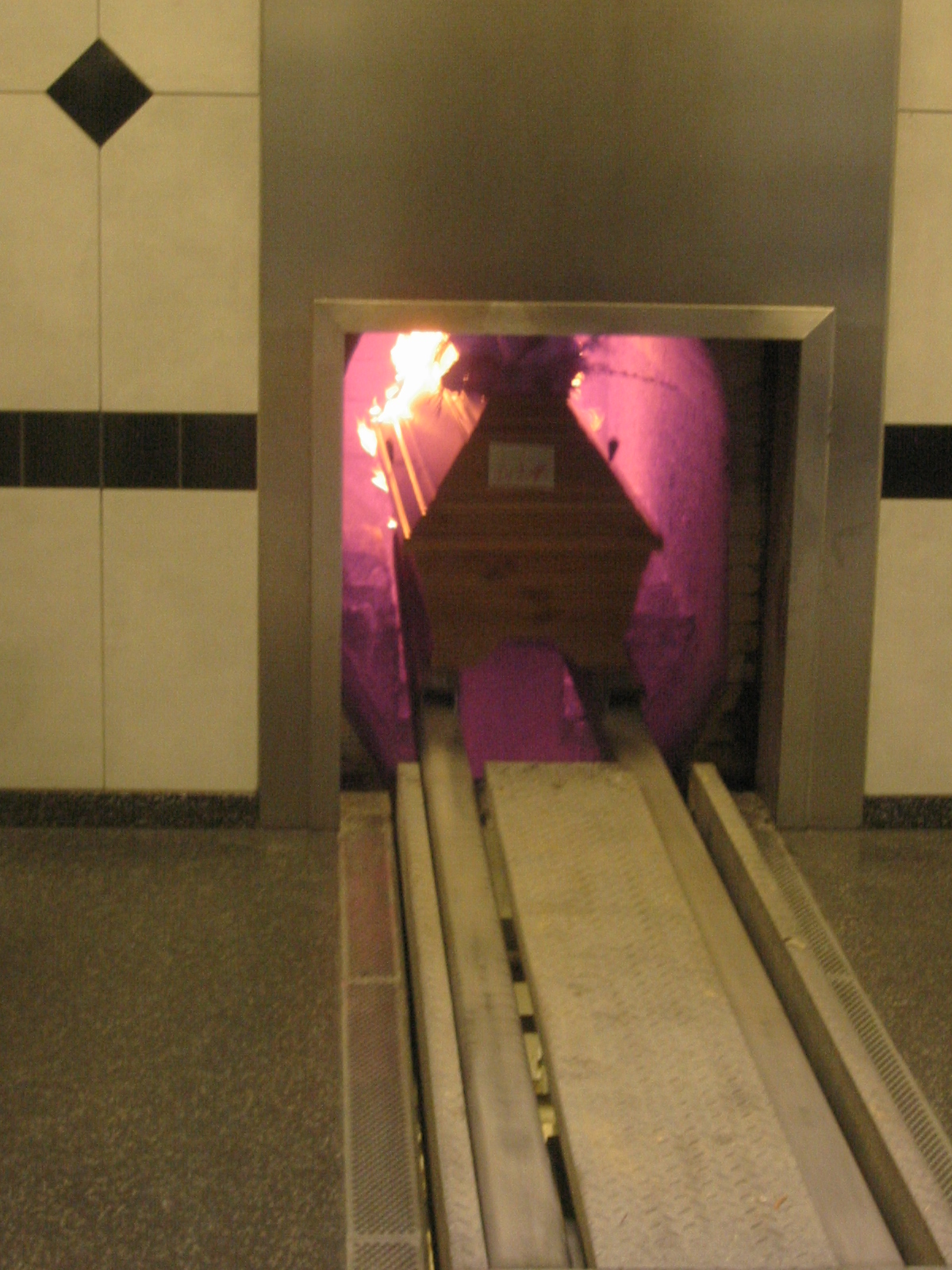
Cremación de un féretro.

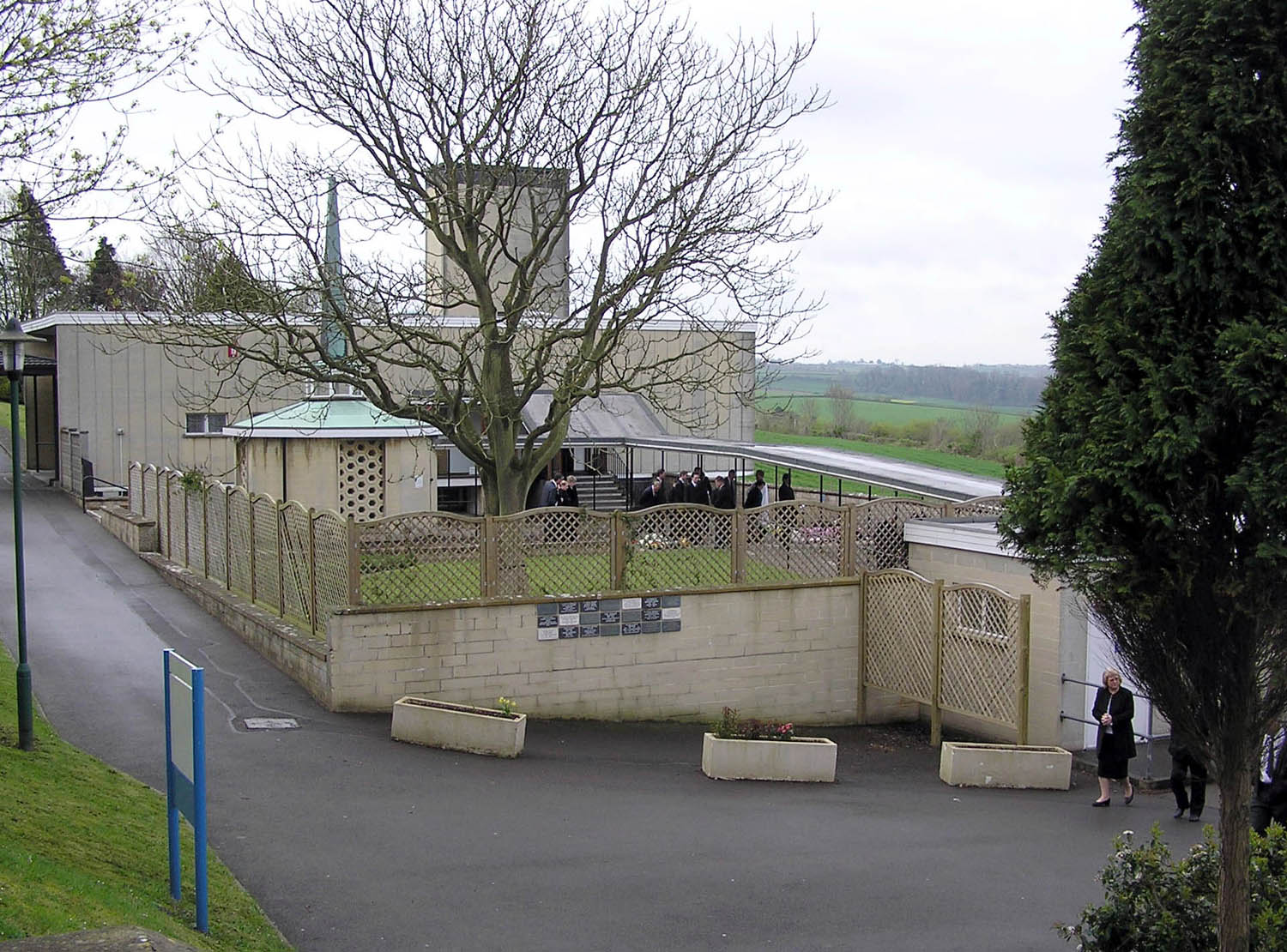
El crematorio del cementerio Haycombe, en Bath (Inglaterra).

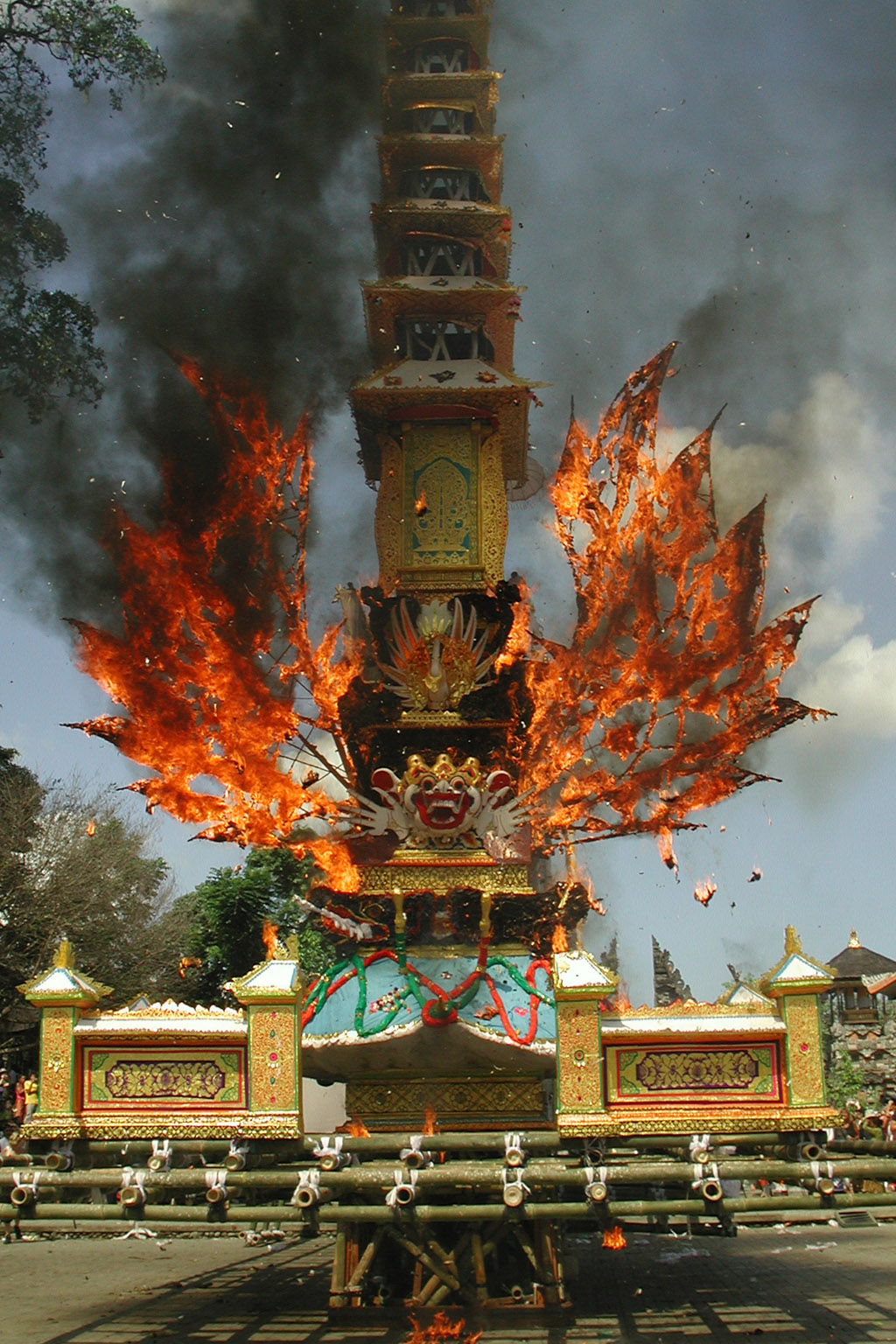
Cremación en Ubud, Bali.

La cremación o incineración es la práctica de deshacer un cuerpo humano muerto, quemándolo, lo que frecuentemente se lleva a cabo en un lugar denominado crematorio. Junto con el entierro, la cremación es una alternativa cada vez más popular para la disposición final de un cadáver.
También es utilizada en animales para las personas que deseen conservar las cenizas de sus mascotas.

## Historia

### Antigüedad.
Las primeras cremaciones conocidas sucedieron en la zona del litoral mediterráneo en el Neolítico, pero declinó durante el establecimiento de la cultura semita en esa área cerca del tercer milenio a. C. La cremación fue ampliamente observada como una práctica bárbara en el Antiguo Oriente Próximo, incluso en tiempos de plagas los cadáveres se apilaban y enterraban en fosas comunes. Los babilonios, de acuerdo a Heródoto, embalsamaban a sus muertos y los persas zoroástricos castigaban con la pena capital a todo aquel que intentaba la cremación, con una especial regulación para la purificación del fuego profano.
En Europa, las primeras huellas de cremaciones datan de los principios de la Edad del Bronce (2000 años a. C.) en la llanura panónica y a lo largo del Danubio medio. La costumbre llegó a ser dominante a través de la Edad del Bronce con la cultura de los campos de urnas (1300 a. C.). En la Edad del Hierro, la inhumación vino a ser nuevamente más común, pero la cremación persistió en la cultura de Villanova y en otros lugares. Homero acota sobre los funerales de Patroclo, describiendo su cremación y su posterior inhumación en un túmulo similar a los de la cultura de los campos de urnas, siendo calificada como la más temprana descripción de los ritos de cremación.
Las primeras cremaciones pudieron haber estado conectadas a las ideas de inmolación con fuego, tal como Taranis, dios del paganismo céltico (ver Sacrificio humano).

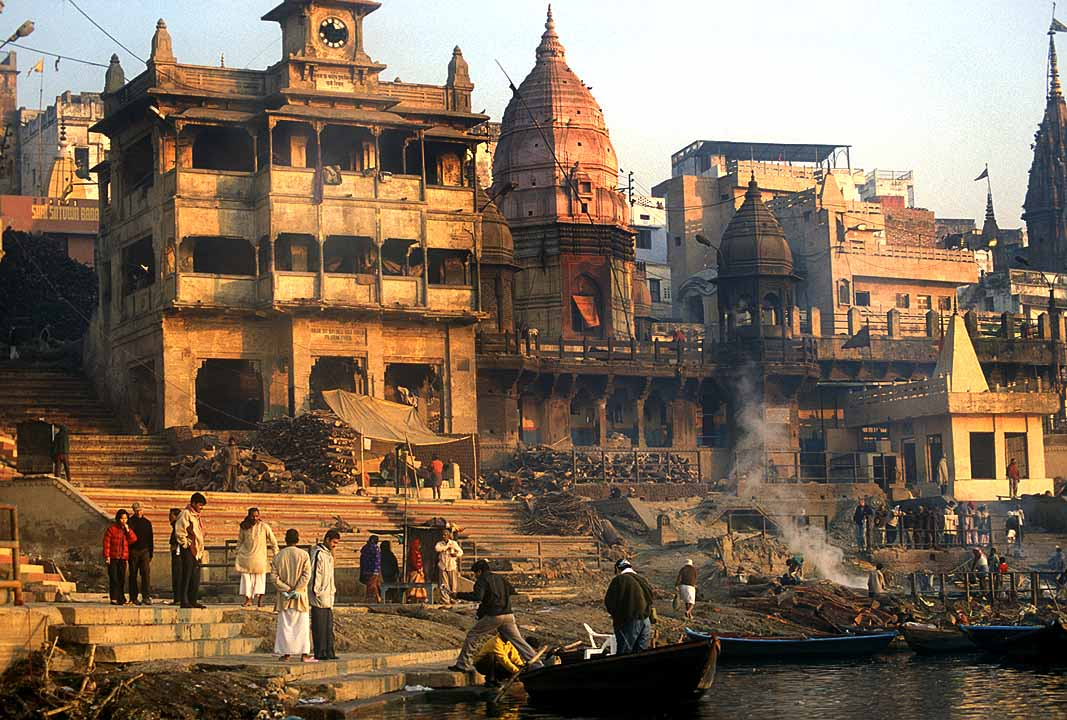
Fotografía del sitio de cremaciones a orillas del río Ganges en Benarés.

La religión hinduista es notable por no sólo permitirla sino prescribirla. La cremación en la India es atestiguada ya en la cultura del Cementerio H (1900 a. C.), considerada como la etapa formativa de la civilización védica. El Rig-veda (en el mandala 10.15.14) contiene referencias sobre el antyeṣṭi (sacrificios fúnebres), donde se invoca a los antepasados «cremados (agní-dagdhá) y no cremados (anagní-dagdhá)».
La cremación fue común, pero no universal, tanto en la Grecia como en Roma. En Roma, la inhumación fue considerada el rito más arcaico (según Marco Tulio Cicerón, De Leg., 2, 22), y la gens Cornelia, una de las más antiguas en Roma —con la sola excepción de Sila—, nunca permitieron la quema de sus muertos.
El cristianismo reprobó la cremación influido por los principios del judaísmo, y en un intento de abolir los rituales paganos grecorromanos. Hacia el V, la práctica de la cremación había desaparecido de Europa.

### Edad Media
La cremación en vida fue usada como parte del castigo a los herejes, y esto no solo incluía arder vivo en la hoguera. Por ejemplo, en 1428 la Iglesia católica desenterró el cadáver del traductor inglés John Wyclif (1320-1384) y lo cremó.[cita requerida] Sus cenizas fueron esparcidas en un río como una forma explícita de castigo póstumo, por negar la doctrina católica de la transubstanciación.
La cremación retributiva (con base en las acciones en vida) continuó en los tiempos modernos. Por ejemplo, después de la Segunda Guerra Mundial, los cuerpos de 12 hombres convictos por los crímenes contra la humanidad en los Juicios de Núremberg, no fueron regresados a sus familiares, sino cremados, y depositados en una localización secreta, como parte específica de un proceso legal encaminado a negar el uso de dicha localización como cualquier suerte de memorial.
En Japón, sin embargo, se permitió la construcción de un recinto en memoria de los criminales de guerra ejecutados, quienes también fueron cremados, para confinar sus restos.

### La Era moderna
Impulsado por los higienistas el movimiento moderno de cremación comenzó en 1873, con la presentación de una cámara de cremación hecha por el profesor paduano Brunetti en una exposición en Viena. En Gran Bretaña, el movimiento contó con el apoyo del cirujano de la reina Victoria, sir Henry Thompson, quien junto con sus colegas fundaron la Sociedad de Cremación de Inglaterra en 1874. El primero en Estados Unidos fue construido en 1874 por Julius LeMoyne en Pensilvania. La segunda cremación en EE. UU. fue la de Charles F. Winslow, verificada en Salt Lake City (Utah) en julio de 1877. Los primeros crematorios en Europa fueron construidos en Milán (Italia) en 1876, en Gotha (Alemania) y en Woking (Inglaterra), en 1878. La primera cremación en Gran Bretaña tuvo lugar el 26 de marzo de 1886 (ocho años después de la construcción del crematorio) en Woking.
La cremación fue declarada legal en Inglaterra y Gales, cuando el doctor William Price fue procesado por cremar a su hijo. La legislación formal siguió después con la autorización del Acta de Cremación de 1902 (dicha Acta no tuvo extensión legal en Irlanda) lo cual supuso requerimientos procesales antes de que una cremación pudiese ocurrir y restringir su práctica a lugares autorizados. Algunas iglesias protestantes comenzaron a aceptar la cremación, bajo la premisa racional del ser: «Dios puede resucitar a un difunto de un tazón de cenizas tan fácilmente como puede resucitar a uno de un tazón de polvo».
La Enciclopedia Católica criticó estos esfuerzos, refiriéndose a ellos como «movimiento siniestro» y asociándolo con la francmasonería aunque dijera que «en la práctica de la cremación no hay nada directamente opuesto a cualquier dogma de la Iglesia».
En 1963 el papa Pablo VI levantó la prohibición de la cremación, y en 1966 permitió a los sacerdotes católicos la posibilidad de oficiar en ceremonias de cremación.
Algunas parroquias católicas han construido "cinerarios" donde los fieles pueden depositar "en sagrado" las cenizas de sus seres queridos en una ceremonia sencilla. Estos cinerarios son gratuitos, no permiten placas ni ofrendas, y exigen documentación del origen de las cenizas.
En 2020, debido a la Gran Pandemia, la incineración ha sido una alternativa eficaz para intentar dar con las personas fallecidas por el coronavirus COVID19. Además, en vez de utilizarse féretros de madera, en algunos lugares se utilizó el cartón, como en Nueva York.

## Procesos modernos de cremación

### Horno crematorio

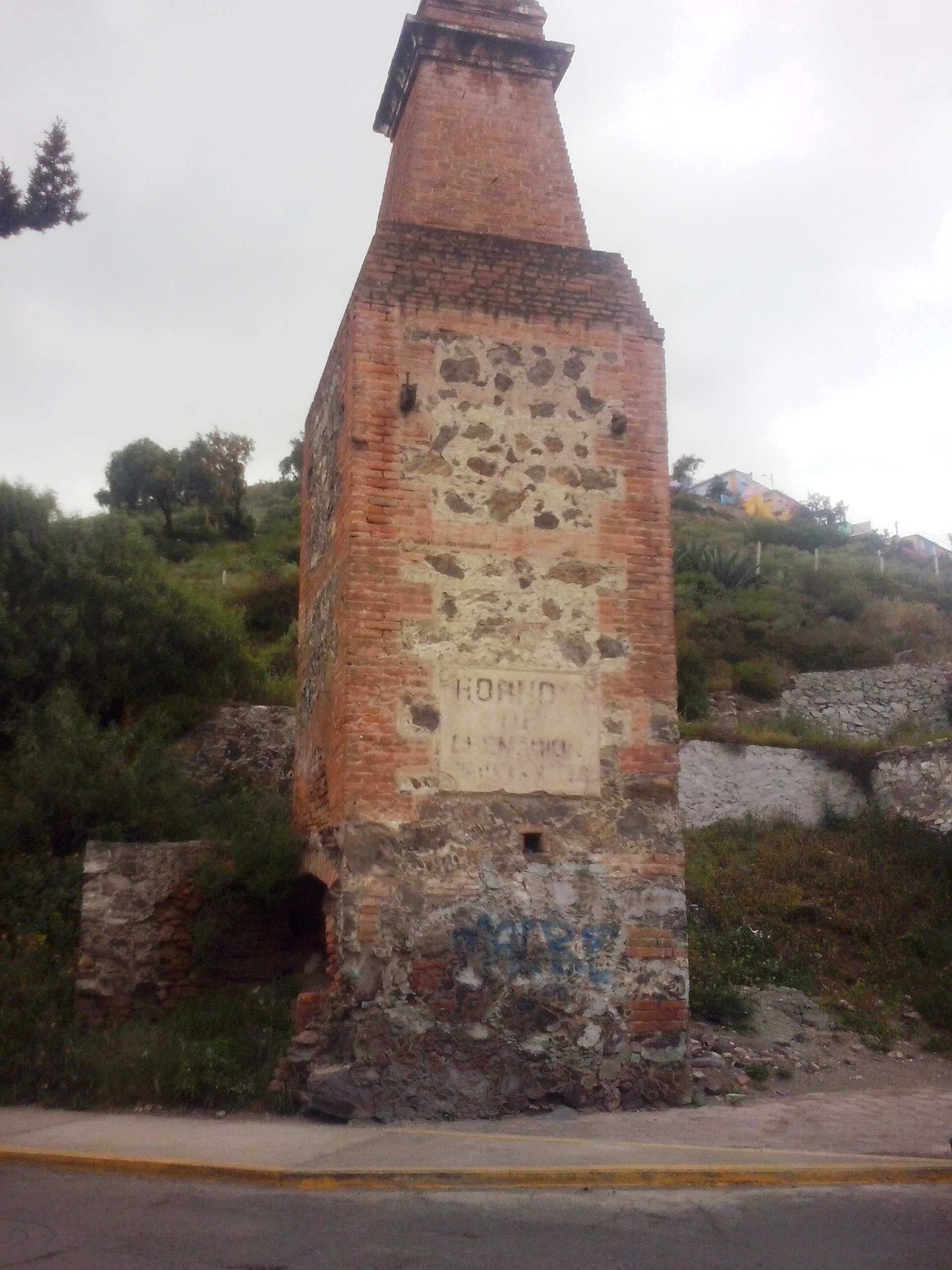
Antiguo horno crematorio en México

El proceso de la cremación tiene lugar en el llamado crematorio. Consiste de uno o más hornos y utillaje para el manejo de las cenizas. Un horno de cremación es un horno industrial capaz de alcanzar altas temperaturas (de aproximadamente 870 a 980 °C), con modificaciones especiales para asegurar la eficiente desintegración del cuerpo. Una de esas modificaciones consiste en dirigir las llamas al torso del cuerpo, en donde reside la principal masa corporal.
El crematorio puede formar parte de una capilla o una agencia funeraria, o también puede ser de una construcción independiente o un servicio provisto por un cementerio.
Los hornos usan un número diverso de fuentes combustibles, tales como el gas natural o el propano. Los modernos hornos crematorios incluyen sistemas de control que monitorizan las condiciones bajo las cuales la cremación tiene lugar. El operador puede efectuar los ajustes necesarios para proveer una combustión más eficiente, así como de asegurarse de que la contaminación ambiental que ocurra sea mínima.
Un horno crematorio está diseñado para quemar un solo cuerpo a la vez. Quemar más de un cuerpo simultáneamente es una práctica ilegal en muchos países.
La cámara donde el cuerpo es colocado es llamada retorta, y está construida con ladrillos refractarios que ayudan a retener el calor. Estos ladrillos requieren ser reemplazados cada 5 años debido a que la continua expansión y contracción causada por el ciclo de temperaturas suele fracturarlos.
Los modernos crematorios suelen ser controlados por un ordenador o computadora y están dotados de sistemas de seguridad y candados para que su uso sea legal y seguro. Por ejemplo, la puerta no puede abrirse hasta que el horno ha alcanzado su temperatura óptima, el féretro se introduce en la retorta lo más rápido posible para evitar la pérdida de calor, a través de la parte superior de la puerta. El féretro también puede ser introducido velozmente mediante una banda transportadora, o una rampa inclinada que puede permitir su introducción dentro del horno quemador.
En los crematorios se permite a los familiares ver la introducción del féretro dentro del horno y a veces esto se hace por razones religiosas, por ejemplo la cultura hindú; sin embargo, a pesar del respeto con el que el difunto es tratado, esto es fundamentalmente un proceso industrial, y no es recomendable para las personas sensibles o débiles de corazón.
Los crematorios tienen un tamaño estándar, un gran número de ciudades disponen de hornos de mayor dimensión capaces de manejar difuntos con una masa corporal de hasta 200 kg. Sin embargo, las personas con obesidad mórbida son preferentemente sepultadas en lugar de ser destinadas a la cámara crematoria.

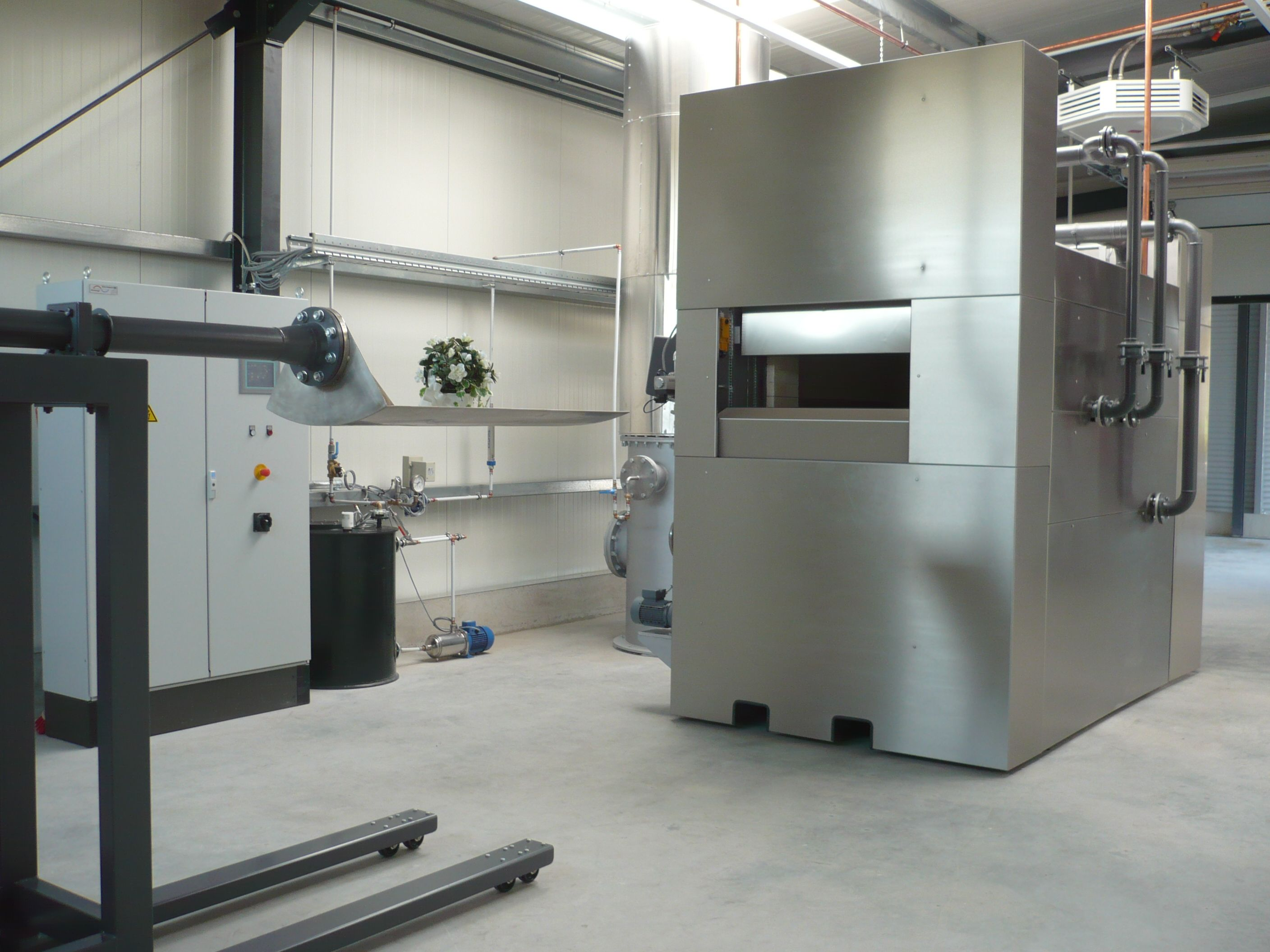
Horno crematorio para animales

Además de la cremación de humanos, también son utilizados en la actualidad para incinerar animales de compañía.

### Contenedor para el cuerpo
Un cuerpo destinado a ser incinerado primero es colocado en un contenedor para cremación, el cual puede ser una caja de cartón corrugado o un féretro de madera. La mayoría de los fabricantes de féretros proporcionan una línea de ellos destinada especialmente a la cremación. Otra opción es una caja de cartón que queda dentro de un armazón de madera, diseñado para parecerse a un féretro tradicional. Después del funeral y antes de la cremación, la caja interior es retirada del armazón de madera, permitiendo la reutilización del armazón en otro funeral.
Algunas funerarias pueden ofrecer también alquiler de féretros tradicionales, usados sólo durante los servicios fúnebres, y después el cuerpo es transferido a otro contenedor destinado a la incineración. Los féretros en alquiler, suelen ser diseñados con camas y líneas movibles y reemplazables al final de cada uso.
En Australia, el difunto es incinerado dentro de un féretro suministrado por la funeraria. Los féretros reutilizables o de cartón son desconocidos. Si el costo es un asunto problemático, se pone a disposición una línea de féretros de madera aglomerada, conocida en el mercado como «féretro económico». Los asideros (si son solicitados) son de plástico aprobado para su uso en la incineración. Pueden ir desde madera aglomerada sin acabado o cubierto con tela de terciopelo (si es solicitado), hasta madera sólida. La mayoría prefiere la madera aglomerada chapada.
Las cremaciones pueden ser servicio único sin ninguna ceremonia religiosa dentro de la capilla del crematorio (aunque hubiese habido alguno) ni precedido por algún otro. El servicio único permite planificar las cremaciones, para hacer un mejor uso de los hornos, debiendo mantener el cuerpo durante la noche dentro de un refrigerador. Como resultado, los honorarios aplicables son más bajos. Servicio único es referido a menudo como "El servicio occidental de capilla".

### Incineración y recolección de cenizas
La caja que contiene el cuerpo es colocada en la retorta e incinerada a la temperatura de 760 a 1150 °C. Durante el proceso, una gran parte del cuerpo (especialmente los órganos) y otros tejidos suaves son vaporizados y oxidados debido al calor y los gases son descargados en el sistema de escape. El proceso completo toma al menos dos horas.
Todo lo que queda después de que la cremación concluye son fragmentos secos de hueso (en su mayor parte fosfatos de calcio y minerales secundarios) y las cenizas. Estos representan aproximadamente el 3,5 % del peso del cuerpo original total (2,5% en niños, aunque hay variaciones debidas a la consistencia del cuerpo). Debido a que el tamaño de los fragmentos de hueso secos están estrechamente conectados a la masa esquelética, su tamaño varía de persona a persona. El cráneo de la persona conserva su forma y parte de su densidad.
La joyería, tal como relojes de pulsera, anillos y pendientes, son ordinariamente retirados del cuerpo y devueltos a los familiares. El único artículo no natural que requiere ser retirado previamente es el marcapasos, ya que este podría estallar y dañar la retorta del horno. En el Reino Unido y seguramente en otros países es obligatorio para la funeraria el retirar el marcapasos antes de entregar el cuerpo al crematorio, y firmar una declaración que indique que cualquier marcapasos ha sido retirado. Después de que la incineración del cadáver ha concluido, los fragmentos de hueso son retirados de la retorta, y el operador utiliza un pulverizador, llamado "cremulador" en donde los procesa hasta que adquieren la consistencia de granos de arena (esto en función de la eficiencia del cremulador); en cuanto al cráneo, en algunos casos como su dimensión no le permite pasar por el orificio del cremulador, es golpeado y aplastado con un instrumento similar a un rodillo, pero de mayor tamaño, el cual se desliza sobre el cráneo carbonizado hasta pulverizarlo y convertirlo también en polvo (cenizas); esta operación incluso ha sido filmada y exhibida en televisión. Los pulverizadores generalmente hacen uso de alguna clase de mecanismo giratorio, para pulverizar los huesos, tales como los molinos de bolas en los modelos más viejos.

En Japón y Taiwán, los huesos no son pulverizados a menos de que los familiares lo soliciten previamente, y son recolectados por la familia en una ceremonia funeraria. 

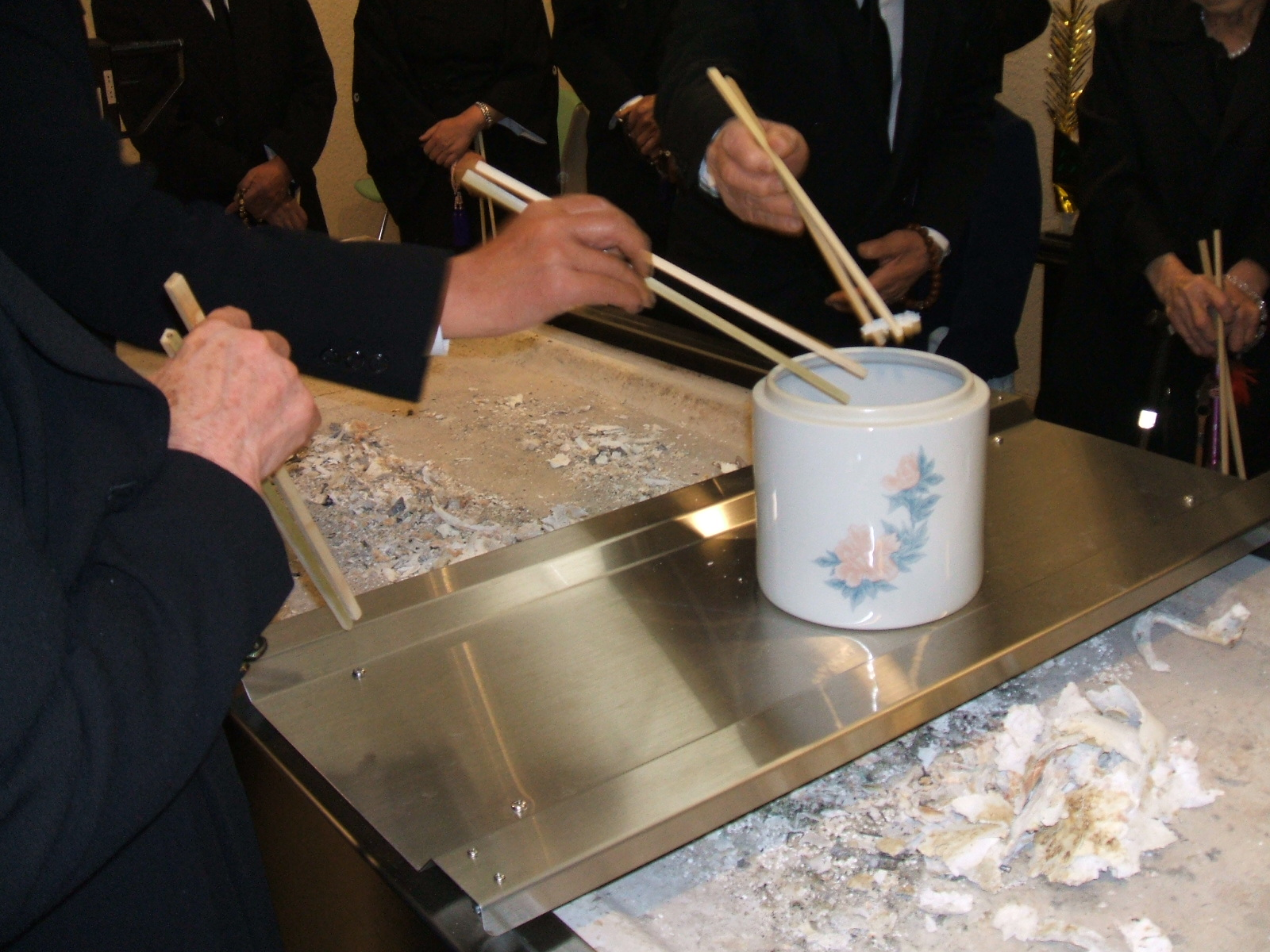
Ceremonia funeraria en Japón, los huesos no son pulverizados, la propia familia se encarga de recolectarlos personalmente en la retorta.

Esta es una de las razones por las cuales los restos incinerados son llamados "cenizas". Estas son colocadas en un contenedor, que puede ser una sencilla caja de cartón o una urna extravagante. Una consecuencia inevitable de la cremación es que un residuo diminuto de la persona se queda en la cámara después de la cremación y se combina con las cremaciones subsiguientes.
No todo lo que queda es hueso, algunas veces se extrae joyería perdida, ornatos del féretro, amalgamas dentales, e injertos quirúrgicos como prótesis de cadera en titanio, los cuales a la inspección son retirados para evitar algún daño al pulverizador. Los pedacitos metálicos muy pequeños son retirados y enterrados en el suelo común y consagrados a un área alejada del cementerio.

## La pira funeraria

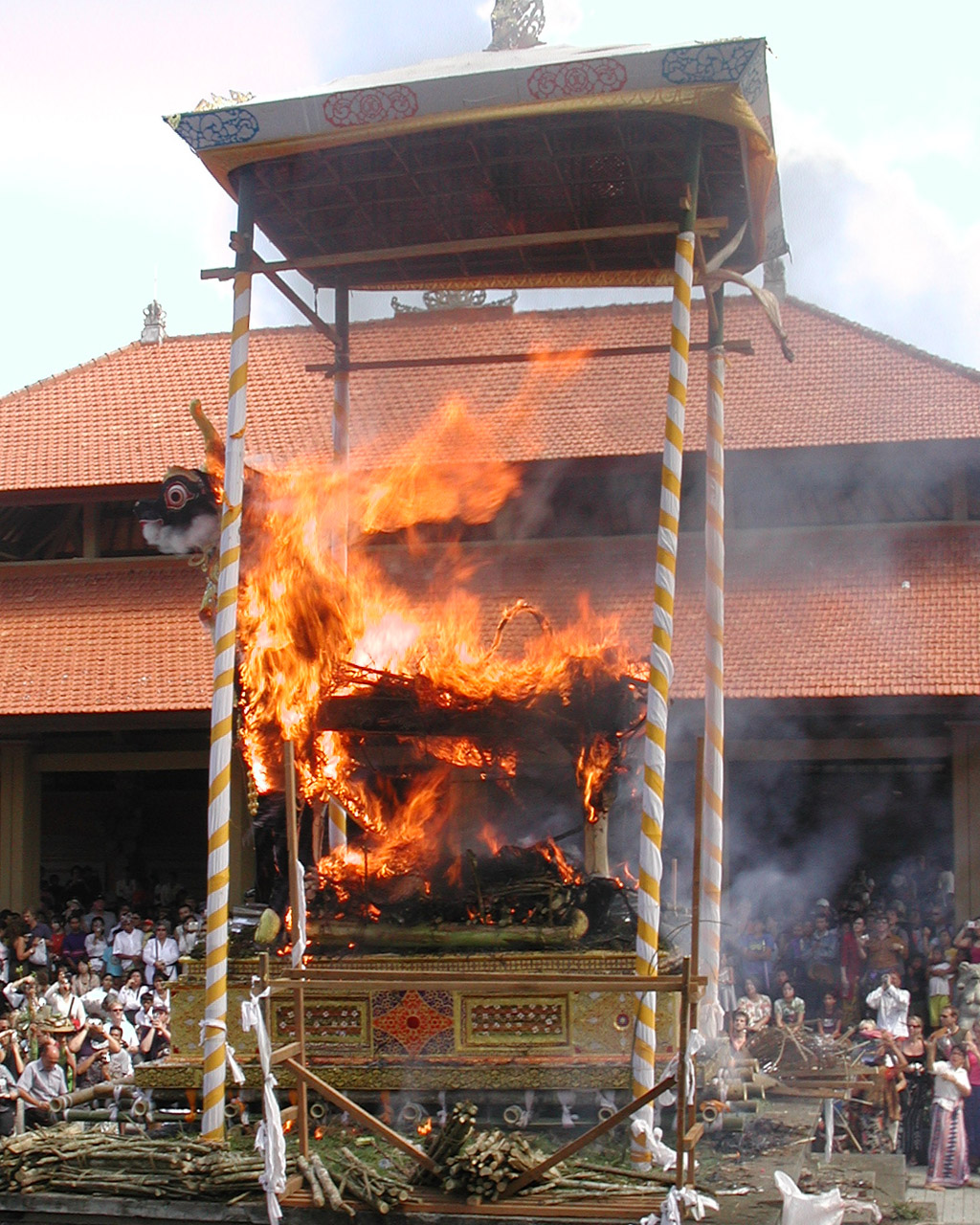
Pira funeraria en la ciudad de Ubud.

Un método alternativo usado en algunas culturas tradicionales, como la hindú y la budista, es quemar el cuerpo en una pira que consiste en una pila de tablas de madera seca en donde se coloca ya sea encima o dentro el cuerpo de la persona. El apilamiento es encendido con fuego, el cual consume a la madera y al difunto. Este método no es común en el mundo occidental, en donde el uso de hornos crematorios está extendido, y además está prohibido por la ley, en algunos países.

## Maneras de conservar o disponer de las cenizas
Las cenizas son devueltas dentro de un contenedor de plástico o cartón envueltas en un pequeño saco de terciopelo. Un certificado oficial de cremación acompaña a los restos.
Éstos pueden ser confinados en una urna, o espolvoreados en un sitio especial, una montaña, en el mar o sepultados en un camposanto. Adicionalmente hay servicios especiales, los cuales se encargan de dispersar las cenizas en una variedad de formas y lugares. Algunos ejemplos son, el uso de un globo de helio, acompañado de juegos pirotécnicos, disiparlas a través de escopetas especiales, o esparcirlas desde un avión. Algunos sugieren el envío de las cenizas al espacio interestelar, y otros el convertirlas en diamante, por un proceso para la fabricación de diamantes sintéticos (puesto que las cenizas consisten principalmente en carbono). Los restos cremados también pueden incorporarse, con urna y cemento, en parte de un arrecife artificial, o también pueden mezclarse con pintura y convertirse en un retrato del difunto. Algunas personas usan una cantidad muy pequeña de los restos en tinta de tatuaje, para retratos de recuerdo.
Las cenizas pueden ser dispersadas en parques nacionales (en Estados Unidos) a través de un permiso especial. También pueden esparcirse en una propiedad privada, previo consentimiento del dueño. Una porción del incinerado puede ser conservada dentro de un medallón especialmente diseñado para tal efecto, conocido como colgante de recuerdo. La disposición final depende de la voluntad final del difunto, así como sus creencias religiosas. Algunas religiones permiten que el incinerado sea esparcido o sea mantenido en casa. Algunas como la católica insisten en sepultar o enterrar los restos.
En 1997 el diseñador español Gerard Moliné creó la primera urna biodegradable en España llamada Urna Bios pensada para rememorar el recuerdo de una persona o una mascota en forma de árbol después de la muerte. Esta urna está fabricada con materiales 100% reciclados de origen local y permite depositar las cenizas de un ser querido tras el proceso de incineración. En la parte superior de la urna, una cápsula permite alojar una semilla junto con los nutrientes necesarios para asegurar su crecimiento, separados del contenedor donde se depositan las cenizas para evitar que éstas afecten al contacto. Con el tiempo, el material con el que esta elaborada la urna se desintegra, y este junto con las cenizas sirven de abono para el nuevo árbol.
El hinduismo obliga al familiar masculino más cercano (hijo, esposo, padre) del difunto el sumergir las cenizas en el río sagrado del Ganges, preferentemente en la ciudad sagrada de Haridwar, India. Los restos cremados pueden también ser sepultados, en caso de que se tratara de una persona bien conocida.
En Japón y Taiwán las cenizas y fragmentos de hueso son entregados a la familia y se usan en un ritual funerario antes de ser sepultados.
En España, las preferencias de los consumidores en cuanto a la manera de disponer las cenizas, según el estudio elaborado por Funos la opción más deseada es volver a la naturaleza. Ya sea esparcir las cenizas en el mar o la naturaleza, o plantar un árbol sobre las cenizas el difunto. La valoración de cada una las opciones posibles se observa en el gráfico al margen.

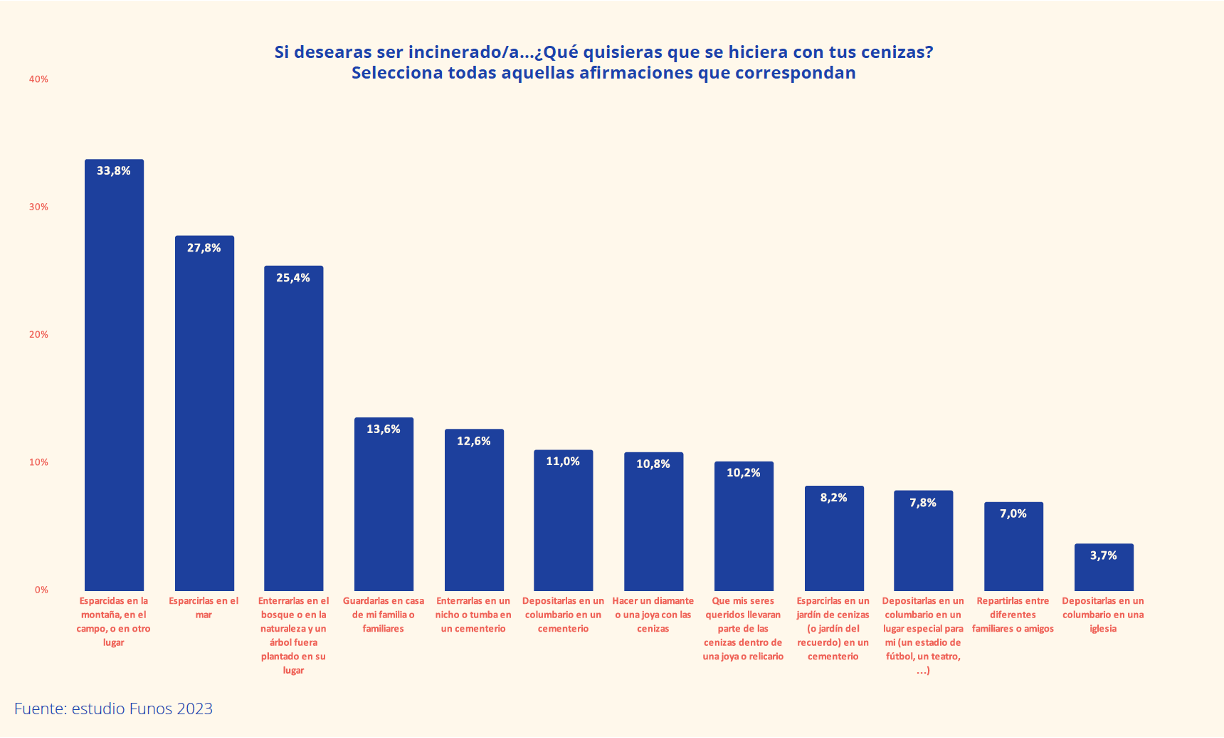
Destino preferido de las cenizas tras la cremación según el estudio de Funos de 2023

## Razones para elegir la cremación o incineración

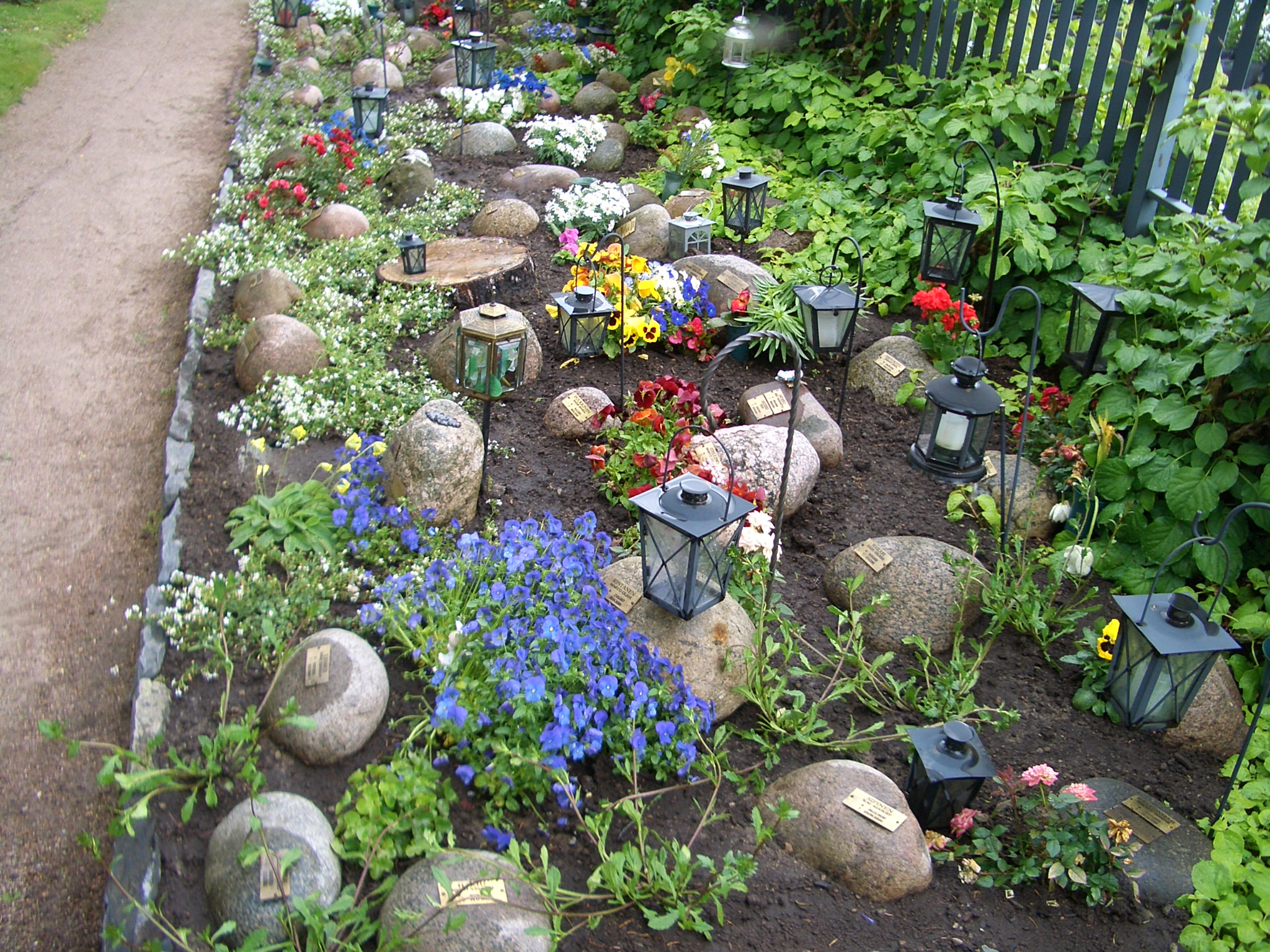
La cremación permite economizar el uso del espacio en los cementerios (cementerio de minitumbas en Helsinki).

Algunas personas prefieren la incineración por razones personales al resultarles más atractiva que el entierro tradicional. A estas les resulta muy desagradable la idea de un largo y lento proceso de descomposición (Putrefacción del cadáver), prefiriendo la alternativa de la incineración, puesto que se destruyen los restos inmediatamente. En otras culturas como las de Latinoamérica, la cremación no es muy utilizada, aunque algunos las prefieren, pues en estos países suelen enterrar los cadáveres y luego de dos años (tiempo prudencial en que se ha descompuesto el cadáver y ha quedado el esqueleto completamente "limpio") se procede a la exhumación del mismo para proceder a colocar los restos en un osario.
Otras personas ven la inhumación tradicional como una innecesaria complicación de su proceso funerario, por lo que prefieren la sencillez de la cremación.
Otras personas prefieren la cremación por un simple 'miedo al cajón'. Piensan que es posible un error que permita su entierro en vida. Se han presentado casos excepcionales en los que por enfermedad u otras causas el corazón ralentiza e incluso detiene momentáneamente su actividad, además de los casos de catalepsia que estuvieron muy en boga en la literatura del siglo XIX. Estas personas temen recuperar la consciencia cuando se hallan enterradas en su cajón y no poder salir; prefieren, de haber quedado vivas, morir quemadas que vivir enterradas.
La cremación puede resultar más económica que los servicios de sepultura tradicionales, especialmente si se elige la cremación directa, en la cual el cuerpo es incinerado con la mayor brevedad según las disposiciones legales. No obstante, el coste total variará en función del servicio deseado por el difunto y sus familiares. Por ejemplo, la cremación puede tener lugar después de un servicio funerario completo, o del tipo de contenedor elegido.
La cremación hace posible esparcir las cenizas sobre un área determinada, eliminando la costosa necesidad de ocupar un espacio dentro de un sepulcro o cripta. No obstante, algunas religiones como la Católica sugieren el sepulcro o tumba como destino final de las cenizas, lo que añade un costo. El uso de algunos tipos de nichos, llamados columbarios (palomares) se ha extendido debido a la economía en espacio y a su bajo precio, llegando a costar mucho menos que una cripta o mausoleo.
Sin embargo, existen movimientos místicos que recomiendan la cremación para la liberación del alma, de tal forma que pueda volver en otra generación en un menor tiempo, aunque esta afirmación posterior varía según el movimiento al que corresponda (Rosacruz, Gnosticismo, entre otros).
Los principales motivos por los que los ciudadanos escogen ser cremados, según el Barómetro Funos del sector funerario 2023, basado en un estudio de mercado a 1000 personas en España, son los siguientes:
- Es más fácil y práctico: 37,9%
- No generar gastos de mantenimiento en el cementerio: 36,7%
- Generar menos dependencia a los seres queridos: 34,3%
- Evitar la putrefacción del cuerpo: 24,6%
- Es más ecológico o natural: 24,6%
- Es más rápido: 24,2%
- Es más higiénico, menos riesgos para la salud humana, evitar enfermedades: 23,4%
- Optimizar el espacio, ocupa menos: 22,7%
- Porque es más barato: 20,7%
- Puedo descansar en un sitio que me gusta más: 18,6%
- No tengo nicho ni tumba: 14,9%
- Porque soy agnóstico o ateo: 14,8%

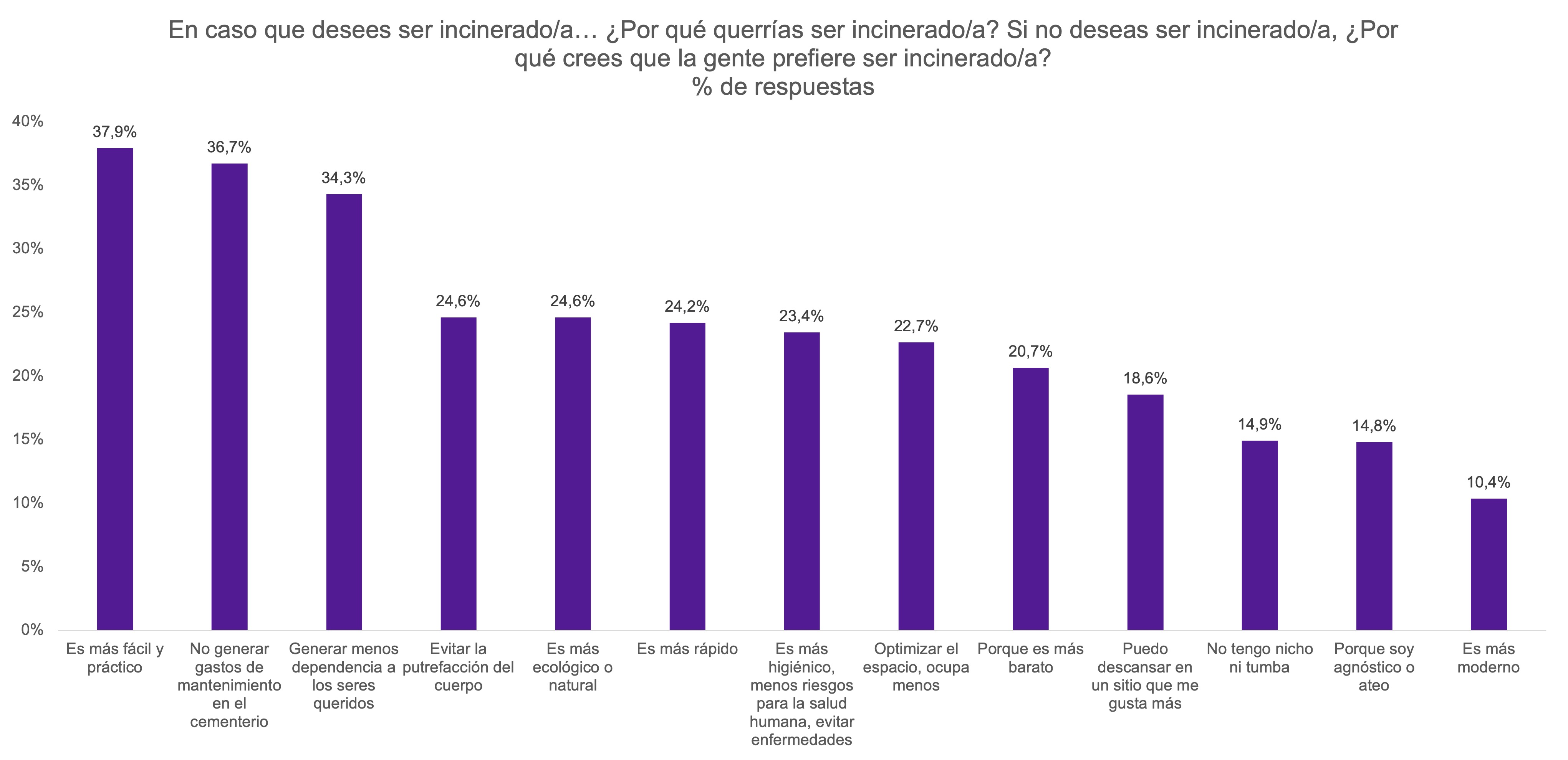

- Es más moderno: 10%

## Costo y beneficio ambiental

### Beneficio
Para algunos, la cremación es preferible por razones ambientales. La inhumación o sepultura es fuente de ciertos contaminantes ambientales. Las soluciones embalsamantes, pueden contaminar afluentes subterráneos de agua, con mercurio, arsénico y formaldehído. Los féretros por sí mismos también pueden contaminar. Otra fuente contaminante es la presencia de radioisótopos que se encuentren en el cadáver debido entre otras cosas a la radioterapia contra el cáncer, víctima del cual falleció el difunto.
La creciente escasez de espacio para los cementerios es otro problema. En Estados Unidos, el féretro es colocado dentro de una fosa de hormigón o concreto, lo que disminuye el espacio, convirtiéndose en un problema serio. Muchos cementerios, particularmente en Japón y Europa, han comenzado a padecer la falta de espacio. [cita requerida]

### Costo
Por otro lado, investigaciones recientes indican sobre el daño potencial que ocasionan las emisiones de las cremaciones aunque comparativamente pequeñas en escala internacional. Entre otras emisiones, los contaminantes orgánicos persistentes, indican que la cremación contribuye con un 0.2% en la emisión global de dioxinas y furanos.
Un método alternativo aún no muy difundido es la promación en la que en lugar de quemar el cuerpo, este es sometido a un enfriamiento extremo que cristaliza todos los tejidos y huesos, para luego convertirse en polvo.

### Opinión de los consumidores españoles sobre el impacto ambiental de las actividades de cremación
Según el Barómetro Funos del sector funerario 2022, los españoles tienen una percepción de impacto medioambiental medio de las actividades del sector funerario. Según el citado estudio de Funos, los españoles consideran que la incineración tiene un impacto ambiental de 4,7 sobre 10, es decir, un impacto medio. Respecto al año anterior, en 2021, se percibe un ligero decremento de esta percepción de impacto (4,9 sobre 10 en 2021).

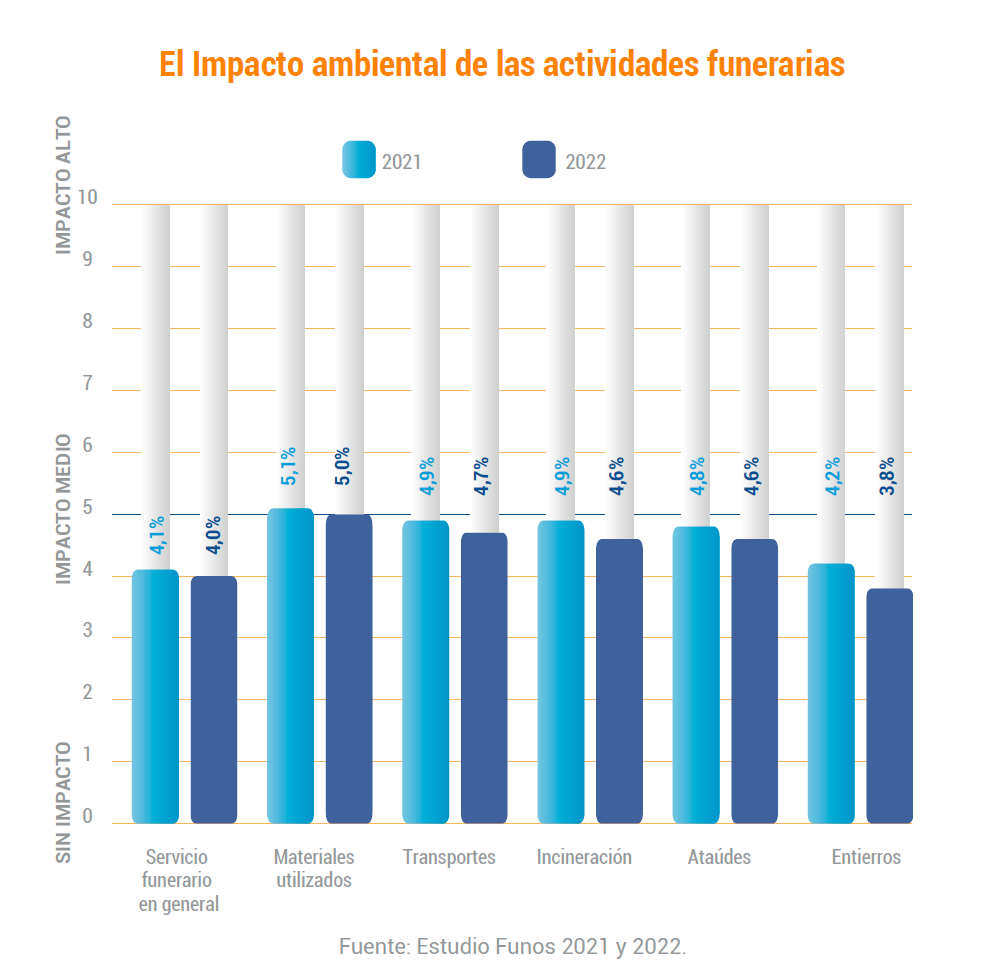
El impacto ambiental de las actividades del sector funerario en España 2021 y 2022

En España, las preferencias de los consumidores en cuanto a la manera de disponer las cenizas, según el estudio elaborado por Funos, la opción más deseada es volver a la naturaleza. Ya sea esparcir las cenizas en el mar o la naturaleza, o plantar un árbol sobre las cenizas del difunto. La valoración de cada una de las opciones posibles se observa en el gráfico al margen.
Cabe destacar que la suma de los porcentajes excede el 100%, lo que podría indicar un error en la tabulación o que se permitieron múltiples respuestas, aunque solo se dispone de un cuerpo tras la cremación.

## Apreciaciones religiosas de la cremación

### Religión dhármica
Mientras la religión abrahámica prohíbe la cremación y prefiere el entierro, religiones del Este como el hinduismo y el budismo ordenan el uso de la cremación. En dichas religiones, el cuerpo es visualizado como un instrumento portador del alma al nacer. Una de las citas del Bhagavad Gita señala:

"Así como las vestimentas viejas son lanzadas lejos y se toman nuevas, el alma sale del cuerpo después de la muerte para tomar otro nuevo".

De ahí que el cadáver no sea considerado sagrado, desde que el alma lo ha abandonado; así pues, la cremación no la consideran poco ética las religiones orientales. En el sijismo, el entierro no está prohibido, aunque la cremación es la opción preferida por razones culturales, más que por razones religiosas.
De acuerdo con las tradiciones hinduistas, las razones para preferir la destrucción del cuerpo a través del fuego en lugar de sepultarlo es la de inducir un sentimiento de la separación del espíritu fresco e incorpóreo, a quien será útil alentar en su paso al otro mundo (el último destino del muerto). Esto explica también los entierros reservados para los santos varones (sadhú, escuyo espíritu ya ha sido "separado" suficientemente debido a prácticas ascéticas de toda la vida) y de los bebés y niños hasta los cinco años (cuyos espíritus no han vivido casi para desarrollar lazos con este mundo).
Los santos varones son sepultados en la posición de flor de loto y no, como en otras religiones, en posición horizontal. La cremación se denomina antimsamskara, que literalmente significa "la última condición".

### Cristianismo
En países cristianos, la cremación perdió aceptación entre las personas. El desaliento de la Iglesia Católica hacia la cremación provino de varias ideas: primero, que el cuerpo es como un instrumento a través del cual se reciben los sacramentos, es por sí mismo sacramental, y debe ser considerado como objeto sacro; segundo, como parte esencial del ser humano, se debe disponer de él de una manera honrosa y reverencial, y muchas prácticas tempranas eran visualizadas como paganas y como un insulto al cuerpo; tercero, como una imitación de la inhumación de Jesucristo, el cuerpo de un cristiano debía ser sepultado, y cuarto, que constituía una negación de la resurrección del cuerpo. La cremación no estaba prohibida porque interfiriese definitivamente con la capacidad de Dios de resucitar el cuerpo; sin embargo, esto fue refutado inicialmente por Minicius Félix, en su diálogo Octavius.
La cremación no fue de facto prohibida en sí y por sí misma, pero en Europa, desde la Edad Media, se practicó solo muy raramente en alguna situación de haber multitudes de cuerpos simultáneamente tras alguna gran batalla, pues durante "pestes" o alguna hambruna, y en donde existiese un peligro latente de focos de esparcimiento de enfermedades a través de los cadáveres, estos eran enterrados en fosas comunes cubiertos con cal viva y solo se quemaban sus ropas y enseres.
A principios de la Edad Media y aun tiempo después, pasado el siglo XVIII, racionalistas y clasicistas comenzaron a señalar a la cremación nuevamente como una negación de la resurrección y/o la vida después de la muerte, aunque el movimiento en pro de la cremación muy frecuentemente no tomase mucha atención en discernir sobre los asuntos teológicos acerca de la misma.
El sentimiento intrínseco de la Iglesia Católica contra la cremación vino a endurecerse al afrontar la asociación de esta con las reglas de los "enemigos profesos de Dios", lo cual vino a suavizarse hacia los años 1960. La Iglesia católica sigue prefiriendo la inhumación tradicional o el sepultamiento del cuerpo, pero la cremación ahora es libremente permitida, en tanto no signifique un rechazo a la creencia en la resurrección del cuerpo.
Hasta 1997, las regulaciones litúrgicas católicas requerían que la cremación tuviese lugar después de la ceremonia funeraria religiosa, de ser posible de cuerpo presente, el cual debería recibir la bendición y ser sujeto de oración, mencionando al difunto. Una vez que esta hubiese concluido, el cuerpo podría ser cremado y un segundo servicio religioso podía asistirse en el crematorio o en el momento de enterrar las cenizas como si se tratase del cuerpo en sí. Las regulaciones litúrgicas actuales permiten una misa con el contenedor de cenizas presente, pero se necesita autorización previa del obispo local si es necesario. La Iglesia mantiene los requerimientos específicos para la disposición reverente de las cenizas; normalmente éstas son sepultadas o enterradas en un contenedor apropiado, tal como una urna (en lugar de mantenerlas en la casa de los familiares, aun cuando en algunos hogares católicos suele ser práctica usual). Los cementerios católicos hoy en día reciben restos cremados, los cuales son confinados en nichos especiales.
La Iglesia Protestante fue más concordante con el uso de la cremación y mucho antes que la Iglesia Católica; el sentimiento de pro-cremación no fue del todo unánime entre los protestantes; no obstante, el primer crematorio en los países protestantes se construyó en 1870, y en 1908 el decano y capitán de la abadía de Westminster, una de las más famosas Iglesias Anglicanas, solicitó que los restos que fueran incinerados debían ser sepultados en cercanía de la abadía. El dispersar las cenizas o regarlas es una práctica aceptable en muchas denominaciones protestantes, y algunas iglesias tienen su propio "jardín del recuerdo", sitio en el cual, los restos pueden ser dispersados. Otro grupo que también apoya a la cremación son los Testigos de Jehová.
Por otra parte, algunas ramas del cristianismo se mantienen en oposición a la cremación, incluyendo algunas minorías protestantes. Más notable es la prohibición que mantiene la Iglesia Cristiana Ortodoxa, salvo excepciones que son consideradas inevitables (cuando las autoridades civiles o situaciones de posibles epidemias lo requieren). Cuando la cremación es elegida voluntariamente, para una causa no buena para quien muere, a él o ella no se le permite un funeral en la iglesia, y puede ser excluido en las oraciones litúrgicas para los desaparecidos. En la religión ortodoxa, la cremación es considerada un rechazo general al concepto de resurrección, y como tal es visto severamente.

### Judaísmo
El judaísmo ha desaprobado tradicionalmente a la cremación (que fue uno de los medios tradicionales para disponer de los muertos en la Edad del Bronce vecina a las culturas semíticas paganas). De la misma forma también ha desaprobado la conservación del muerto por medio del embalsamarlo y la momificación —una práctica de los egipcios antiguos—. Durante el siglo XIX y principios del XX, como los cementerios judíos, en muchas ciudades europeas habían llegado a su límite poblacional, la cremación fue aceptada como un medio de entierro entre los judíos liberales. Los movimientos liberales actuales, como La Reforma al Judaísmo, siguen apoyando a la cremación, aunque la inhumación (entierro) permanece como la opción preferida.
Los judíos ortodoxos han mantenido una estricta línea respecto de la cremación. La desaprueban tal y como se prohíbe en la Halajá (la ley judía). Este referente halájico refuerza la resurrección de la persona como una creencia central del judaísmo "convencional", en comparación con otras tendencias antiguas tales como el Saduceo, que lo niega. También la memoria del Holocausto, donde millones de judíos fueron asesinados por los nazis y sus cuerpos fueron dispuestos quemándolos en hornos crematorios o en fosas ardientes, le ha dado a la cremación connotaciones muy negativas para el Judaísmo Ortodoxo de los grupos conservadores.

### Religión mormona
Desde su organización en 1830, la Iglesia de Jesucristo de los Santos de los Últimos Días a través de sus líderes ha exhortado a sus seguidores a evitarla, a menos que sea requerido por la ley, y hasta donde sea posible, para consignar al cuerpo al entierro en la tierra, y a permitir a la naturaleza el encargarse de su disolución, "del polvo has sido creado, y en polvo te convertirás" (Gen 3:19). El presidente Spencer W. Kimball escribió: "El significado de la muerte no ha cambiado, libera un espíritu para el crecimiento y desarrollo, y coloca un cuerpo en la madre tierra". Con el tiempo los regresos mortales del cuerpo al elemento nativo, y si se guarda en un sitio elegido por la familia para el entierro, o se inhuma en las profundidades del mar, cada parte esencial, se restaurará en la resurrección: "Cada miembro y su coyuntura serán restaurados a su cuerpo; aun un pelo de la cabeza no se perderá, todas las cosas regresarán a su marco apropiado y perfecto".

### Zoroastrismo
Generalmente los parsis prohíben totalmente la cremación como algo que ensucia al fuego, símbolo de todo lo que es sagrado. El entierro es desconocido también, por razones semejantes, y el método tradicional para disponer de un cadáver es el exponerlo como alimento para los buitres en edificaciones funerarias llamadas "torres del silencio". Sin embargo algunas figuras contemporáneas de la fe han optado por la cremación. El cantante Freddie Mercury, líder de Queen (grupo británico de rock), quien era creyente parsi-zoroastrista, fue cremado después de su muerte. En adición, Rajiv Gandhi fue objeto de una gran publicidad a partir de la cremación de su cuerpo en una pira de madera de sándalo, él también era parsi (aunque hinduista por vía materna).

### Neopaganismo
Las religiones neopaganas modernas están a favor de la cremación.

### Otras religiones que permiten la cremación
- adventistas
- ásatrú
- budismo
- calvinismo
- ciencia cristiana
- cienciología
- cuáqueros (Sociedad de Amigos)
- Ejército de Salvación
- hare krishnas (Asociación Internacional para la Conciencia de Krishna)
- hinduismo (exceptuada para sanyasis, eunucos y niños menores de 5 años)
- Iglesia de Dios Ministerial de Jesucristo Internacional
- iglesia de Gales
- iglesia de Irlanda
- iglesia episcopal escocesa
- iglesia Morava
- iglesia unida de Canadá
- luteranismo
- metodismo
- sijismo
- sintoísmo
- testigos de Jehová
- universalismo unitario
- jainismo
- catolicismo

### Otras religiones que prohíben la cremación
El islam y el zoroastrismo la prohíben contundentemente. El neoconfucianismo bajo Zhu Xi firmemente desaprueba la cremación de un familiar como un acto no filial.

## Experiencias históricas negativas recientes con la cremación

### Segunda Guerra Mundial
Durante el Holocausto, crematorios masivos fueron construidos y operados por los nazis dentro de los campos de concentración para asesinar a judíos. Desde entonces la cremación conlleva un sentido muy negativo para muchos judíos. Una actitud semejante y predominante en algunos países que fueron ocupados por los alemanes durante la Segunda Guerra Mundial, tales como Polonia y parte de Rusia. En parte también debido al papel de la cremación en el holocausto nazi, los principales dirigentes que fueron juzgados como criminales de guerra, en los Juicios de Núremberg, quienes luego de ser ejecutados, fueron incinerados y dispersos en localidades secretas.

### El incidente de Tri-State
Un suceso polémico reciente fue la gran estafa realizada en el crematorio de Tri-State localizado en el estado de Georgia, a principios del 2002, en donde 334 cadáveres que supuestamente habían sido cremados en años anteriores, fueron encontrados intactos y descomponiéndose en el piso del crematorio, apilados ahí por el propietario del crematorio. La identificación de los cadáveres fue "más allá", en muchos casos las "cenizas" que fueron devueltas a los familiares, no eran humanas, ya que en realidad éstas eran polvo de hormigón y madera. Finalmente, Ray Brent Marsh —quien fue el operador en el tiempo en que se descubrieron los cuerpos— tenía 787 cargos criminales de estafa en contra de él.
El 19 de noviembre de 2004 resultó culpable de todos los cargos. Fue sentenciado a dos condenas de 12 años en prisión por ambos estados, Georgia y Tennessee.
Cremación, la popular opción a los servicios funerarios tradicionales
La cremación es la manera más ecológica, más económica y una de las opciones más populares a nivel mundial como tipo de servicio funerario.  En todo el mundo cada día  son más las personas que optan por la cremación para su servicio funerario, y el número sigue creciendo año tras año. A continuación están los porcentajes de cremaciones como tipo de servicio funerario para algunos países con la mayor aceptaciónː Japón con 99.95%, Taiwán 93%, India con 85%,  Reino Unido 76%,  Nueva Zelanda 72%, Australia 70%,  Perú 65%, EE. UU. 40%, Brasil 40%, Francia 38%, Colombia 35%, México 28%, Argentina 25% (fig. 1).
 En Estados Unidos según la NFDA, Asociación Nacional de Directores Funerarios por sus siglas en inglés, esos números están proyectados a seguir creciendo. La aceptación de la cremación como opción en los servicios funerarios,  sobrepasó por primera vez la de los servicios funerarios tradicionales en EE. UU., en el 2015 y se estima que para el año 2050 el porcentaje de personas escogiendo la cremación para su servicio funerario sea alrededor del 90% (fig. 2).
FIG. 1
Porcentaje de cremaciones como tipo de servicio funerario.
| País            | % Cremaciones |
| Japón           | 99%           |
| Taiwán          | 93%           |
| Hong Kong       | 92%           |
| Suiza           | 87%           |
| India           | 85%           |
| República Checa | 82%           |
| Tailandia       | 82%           |
| Eslovenia       | 79%           |
| Dinamarca       | 78%           |
| Singapur        | 78%           |
| Suecia          | 77%           |
| Reino Unido     | 76%           |
| Nueva Zelanda   | 72%           |
| Australia       | 70%           |
| Corea del Sur   | 69%           |
| Canadá          | 65%           |
| Perú            | 65%           |
| Países Bajos    | 61%           |
| Portugal        | 55%           |
| Alemania        | 52%           |
| China           | 52%           |
| Bélgica         | 48%           |
| Rusia           | 47%           |
| Estados Unidos  | 45%           |
| Finlandia       | 42%           |
| Brasil          | 40%           |
| Hungría         | 39%           |
| Francia         | 38%           |
| Andorra         | 35%           |
| Colombia        | 35%           |
| Austria         | 30%           |
| España          | 45%           |
| Serbia          | 28%           |
| México          | 28%           |
| Argentina       | 25%           |
| Islandia        | 24%           |
| Bulgaria        | 15%           |

Fuente: Funos - Barómetro Funos del Sector Funerario y Asegurador 2023
FIG. 2
Porcentajes históricos y proyección de cremaciones y servicios funerarios tradicionales en EE. UU.
| EE. UU.                         | 2005 | 2010 | 2015 | 2017 | 2020 | 2030 | 2050 |
| Cremación %                     | 32   | 40   | 48   | 51   | 56   | 71   | 90   |
| Servicio Funerario Tradicional% | 61   | 53   | 45   | 42   | 38   | 23   | 8    |

Fuente: Funos - Barómetro Funos del Sector Funerario y Asegurador 2023
Porcentajes históricos y proyección de cremaciones y servicios funerarios tradicionales en España
| España                          | 2005 | 2010 | 2015 | 2017 | 2020 | 2021 | 2022 | 2030 | 2050 |
| Cremación %                     | 16   | 25   | 36   | 40   | 45   | 45   | 45   | 65   | 85   |
| Servicio Funerario Tradicional% | 84   | 75   | 64   | 60   | 55   | 55   | 45   | 35   | 15   |

Fuente: Funos - Barómetro Funos del Sector Funerario y Asegurador 2023
FIG. 3
Fuente NFDA, National Funeral Directors Association, Funos. Los datos de 2030 y 2050 son proyecciones.